# Майдель, Герман Христофорович
Барон Ге́рман Христофо́рович Ма́йдель (1877—1942) — российский и советский инженер путей сообщений.

## Биография
Происходил из рода Майдели. Родился 17 (29) ноября 1877 года.
Образование получил в Орловском кадетском корпусе и Санкт-Петербургском институте инженеров путей сообщения. После окончания учёбы поступил на службу в Управление по сооружению железных дорог, работал в экспедиции по изысканию новых железнодорожных линий. С 1905 года принимал участие в политической жизни страны, являясь членом радикальной партии.
В марте 1907 года посвящён в масоны, в 1908 году второй надзиратель, имел посвящение в степень Рыцаря розы и креста (18° ДПШУ).
Переехал в Москву, где занимал должность заведующего плановой группы. 4 апреля 1930 года арестован Транспортным отделом ОГПУ СССР. 18 февраля 1931 года коллегией ОГПУ осуждён по статье 58-7 УК РСФСР и приговорён на 4 года исправительно-трудовых лагерей. Срок отбывал в Казахстане, где и умер. По другим данным : в 1928 году был сослан в Соловецкий лагерь особого назначения. и умер в 1942 году. 10 августа 1999 года Прокуратура Акмолинской области реабилитировала Майделя на основании закона РК от 14 апреля 1993 года.
Майдель — автор научных трудов, связанных с сооружением железных дорог.
Его сын — Владимир Германович Майдель (1914—1999), инженер-строитель, кандидат технических наук (1956), окончил Московский институт инженеров транспорта, работал в Научно-исследовательском проектном институте дорожного строительства.